# Hacıismayıllı
Hacıismayıllı è un comune dell'Azerbaigian situato nel distretto di Cəlilabad. Conta una popolazione di 492 abitanti.